# Чоканье

Чо́канье — застольный ритуал, при котором в ходе совместного распития спиртного участники стучат своими бокалами или рюмками о сосуды других участников с целью выражения поздравления или приветствия.
Происхождение традиции неизвестно. Одно из объяснений состоит в том, что расплёскивание напитка и его попадание в стакан соседа являлось демонстрацией отсутствия яда (в средневековой Франции, чокнувшись, люди обменивались бокалами), другое выводит обычай из поверья, что звуки сталкивающихся сосудов изгоняют из алкоголя злых духов.
Рациональное объяснение обычая сводится к тому, что при питье вина естественным образом задействованы четыре из пяти чувств: зрение, осязание, вкус, обоняние. Для гармонии остаётся добавить последнее чувство — слух.
Чоканье — стандарт поведения в русской культуре, но отношение к нему в других европейских культурах может быть осторожным: во-первых, в больших группах чоканье затруднено, во-вторых, удары по бокалам могут их повредить. Потому англоязычные руководства по этикету рекомендуют сначала проследить за хозяином (который может беречь свой хрусталь и не чокаться), а затем действовать так, как действует хозяин. В любом случае чокаться рекомендуется очень аккуратно.
В японском застолье чокаться не принято.